# Rio Grande do Sul
Rio Grande do Sul là bang nằm ở cực nam Brasil, giáp biên giới với các tỉnh Misiones, Corrientes của Argentina, các tỉnh Artigas, Rivera, Cerro Largo, Treinta y Tres, Rocha của Uruguay và Đại Tây Dương. Thành phố Chuí thuộc bang này, tiếp giáp Uruguay, là thành phố cực nam của Brasil. Các vùng Bento Gonçalves và Caxias do Sul của bang là trung tâm sản xuất rượu lớn nhất Brasil.

## Liên kết
| Tìm hiểu thêm về Rio Grande do Sul tại các dự án liên quan |                                   |
| Tìm kiếm Wiktionary                                        | Từ điển từ Wiktionary             |
| Tìm kiếm Commons                                           | Tập tin phương tiện từ Commons    |
| Tìm kiếm Wikinews                                          | Tin tức từ Wikinews               |
| Tìm kiếm Wikiquote                                         | Danh ngôn từ Wikiquote            |
| Tìm kiếm Wikisource                                        | Văn kiện từ Wikisource            |
| Tìm kiếm Wikibooks                                         | Tủ sách giáo khoa từ Wikibooks    |
| Tìm kiếm Wikiversity                                       | Tài nguyên học tập từ Wikiversity |

- (tiếng Anh) Brasil
- (tiếng Bồ Đào Nha) Official Website
- (tiếng Anh) Brazilian Tourism Portal Lưu trữ ngày 12 tháng 12 năm 2007 tại Wayback Machine